# Hyperion (proto-superaglomerado)
O Hyperion (proto-superaglomerado) é o maior e mais antigo conhecido proto-superaglomerado de galáxias, cuja descoberta foi anunciada no final de 2018.

## Descoberta
A descoberta pela equipe liderada por Olga Cucciati usou métodos de astrofísica computacional e astroinformática. Técnicas estatísticas foram aplicadas a grandes conjuntos de dados de desvio para o vermelho de galáxias usando uma de duas dimensões de tesselação de Voronoi para correlacionar a interação gravitacional (virialização) de estruturas visíveis. A existência de uma estrutura não-visível (matéria escura)  foi inferida.
A correlação foi baseada nos dados capturados do desvio para o vermelho de  em um levantamento do céu chamada  Profunda Pesquisa VIMOS-VLT, utilizando o instrumento Espectrógrafo Visível de Multi Objeto  (VIMOS) do Very Large Telescope no Chile, e de outras pesquisas em menor grau. Espectroscópicos de dados de desvio para o vermelho de 3,822 objetos (galáxias) foram selecionados.
A descoberta foi publicada em Astronomy & Astrophysics , no final de 2018.

## Uso em cosmologia
O superaglomerado de galáxias contém matéria escura, o que é evidenciado por uma incompatibilidade entre os objetos visíveis nele e suas calculadas ligação gravitacional. Como uma relíquia do início do Universo, a matéria escura poderia ser usado para testar teorias cosmológicas. Como os autores do tratado de 2018 notaram, "a identificação de grandes/complexos proto-aglomerados em alto desvio para o vermelho poderia ser útil para dar as restrições em simulações de matéria escura" do modelo Lambda-CDM.